# Kościół ewangelicki w Wejsunach

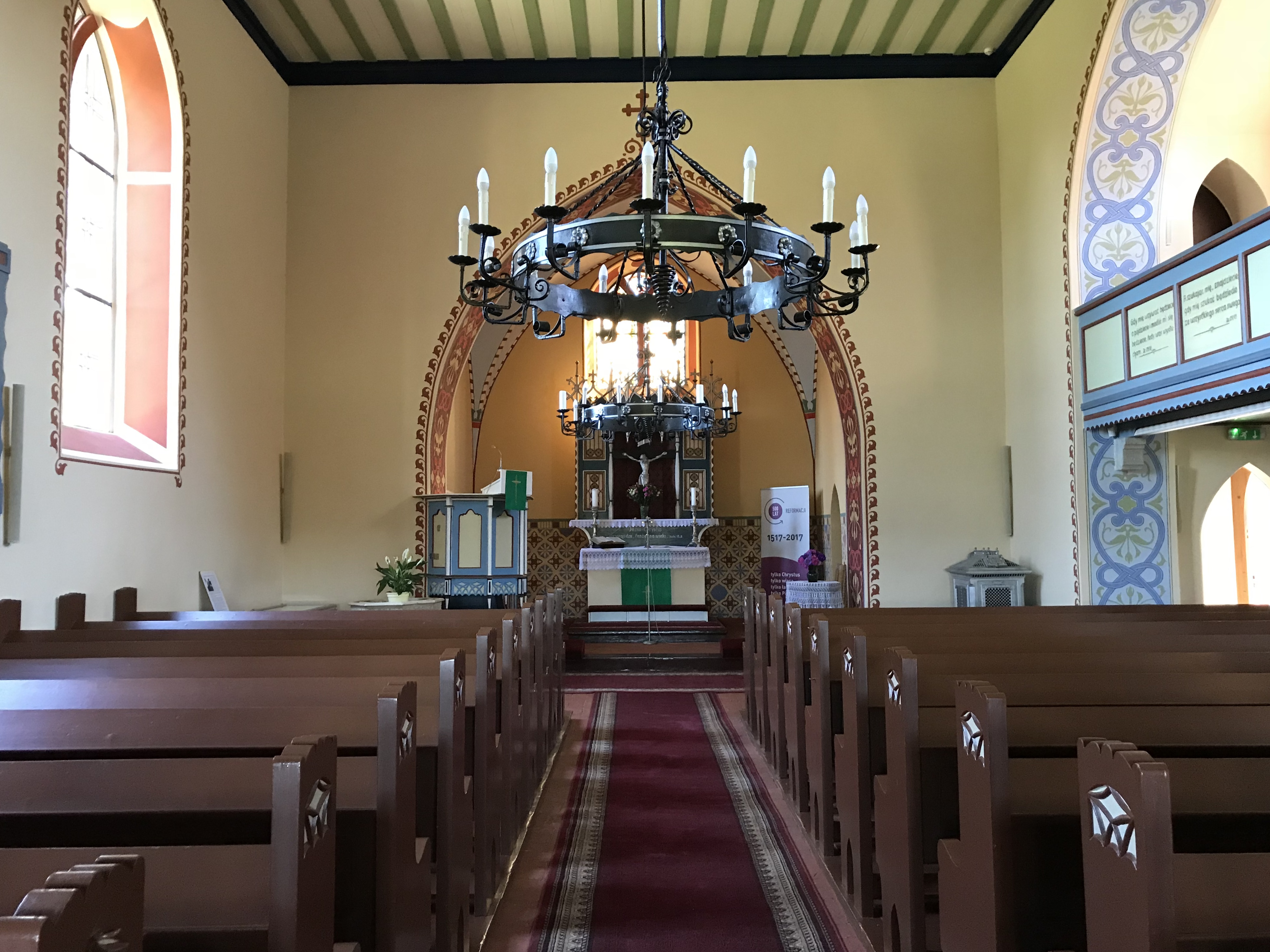
Wnętrze kościoła

Kościół ewangelicko-augsburski w Wejsunach – kościół filialny we wsi Wejsuny, w województwie warmińsko-mazurskim. Należy do parafii ewangelicko-augsburskiej w Piszu w diecezji mazurskiej. Nabożeństwa w kościele odbywają się w każdą niedzielę.

## Historia
Inicjatywa budowy kościoła ewangelickiego w Wejsunach powstała za sprawą proboszcza istniejącej tam od 1895 parafii, księdza Heinricha Kulla. Świątynia w stylu neogotyckim powstała w latach 1908–1910, a uroczystość jej poświęcenia miała miejsce 27 listopada 1910, za czasów proboszcza ks. Rudolfa Wisniewskiego. W kościele wstawiono organy z trakturą pneumatyczną i napędem nożnym wyprodukowane przez zakład Paula Voelknera z Bydgoszczy. W 1911 w wieży umieszczono dwa dzwony.
Dzwony zostały zdjęte z wieży i przetopione na amunicję w 1918. Nowe zawieszono w 1920.
Kościół uniknął zniszczeń podczas II wojny światowej, jak również zajęcia przez Kościół rzymskokatolicki, jako jedyna świątynia ewangelicka na terenie powiatu piskiego. Próby odebrania kościoła były jednak przeprowadzane dwukrotnie, w latach 1950 oraz 1979. Parafianie nocowali w budynku, uzbrojeni w kosy i sierpy, pilnując kościoła.
W 1968 kościół został wyremontowany, pomalowano ściany wewnętrzne. W 1970 stał się świątynią filialną parafii w Piszu. Trzy lata później odbyły się obchody 75-lecia parafii, w których uczestniczył biskup Kościoła ks. Andrzej Wantuła.
W kolejnych latach przeprowadzono remonty kościoła we współpracy z przyjaciółmi parafii z Niemiec.
Na początku XXI wieku kaplica ewangelicka w Rucianem-Nidzie została sprzedana, w związku z czym kościół wejsuński stał się również świątynią tamtejszych ewangelików.
W 2010 przeprowadzony został remont generalny dachu kościoła i wieży, dokonano zmiany dachówki. W tym samym roku odbyła się tutaj uroczystość 480-lecia istnienia parafii ewangelickiej w Piszu, na której gościł biskup Kościoła Jerzy Samiec oraz biskup diecezji mazurskiej Rudolf Bażanowski.
Rok później wyremontowano zegar w wieży kościoła oraz odnowiono organy. W następnych latach dokonywano kolejnych remontów. W 2011 przeprowadzono prace konserwacyjne zegara na wieży, a w 2012 uporządkowane zostało otoczenie kościoła, wyczyszczono również jego fasadę oraz wymieniono drzwi i okna.
W 2012 w kościele miała miejsce uroczystość wprowadzenia w urząd proboszcza parafii w Piszu, ks. Marcina Pysza.
W 2014 roku odtworzony został wygląd pierwotny wnętrza świątyni, przywrócono oryginalną kolorystykę i ornamenty. Rok później przeniesiona tu została chrzcielnica z dawnego kościoła ewangelickiego w Ukcie, zakupiono też nowe dywany i klęczniki.
Podczas nabożeństwa z okazji pięćsetlecia Reformacji w dniu 31 października 2017 otwarta została stała wystawa miniatur dawnych kościołów ewangelickich położonych na terenie powiatu piskiego.

## Architektura i wyposażenie
Z wschodniej strony budowli położona jest wieża, w której umieszczone zostały dwa dzwony oraz mechanizm zegarowy. W wieży zlokalizowano prezbiterium, którego podłoga wykonana została z cegły.
Ambona umieszczona została po lewej stronie prezbiterium. Wykonana została z drewna i ozdobiona ornamentami. W centralnej części prezbiterium położony jest ołtarz, w którego środku znajduje się krzyż. Nad ołtarzem zachowany został jedyny oryginalny witraż.
W prezbiterium znajdują się dwie chrzcielnice, z których jedna stanowi oryginalne wyposażenie kościoła w Wejsunach, natomiast druga pochodzi z dawnego kościoła ewangelickiego w Ukcie. Chrzcielnica z Ukty została wykonana w 1864. W jej górnej części umieszczono napis Wer da glaubt und getauft wird, der wird selig werden; Wer aber nich glaubt, der wird verdammt werden (Kto uwierzy i ochrzczony zostanie, będzie zbawiony, ale kto nie uwierzy, będzie potępiony). Złożona jest ze stopy oraz czaszy, a w jej środku znajduje się nisza, w której umieszcza się srebrną misę chrzcielną z grawerem na obrzeżu o treści: Laßt die Kinder zu mir kommen und wehret ihnen nich, denn solchen gehört das Reich Gottes (Pozwólcie dziatkom przychodzić do mnie i nie zabraniajcie im, albowiem takich jest Królestwo Boże).
We wnętrzu umieszczono również dwie tablice pamiątkowe, upamiętniające wejsuńskich parafian poległych podczas I i II wojny światowej.
Nad drzwiami wejściowymi do kościoła znajduje się napis Ein feste Burg ist unser Gott.